# 아자라아구티

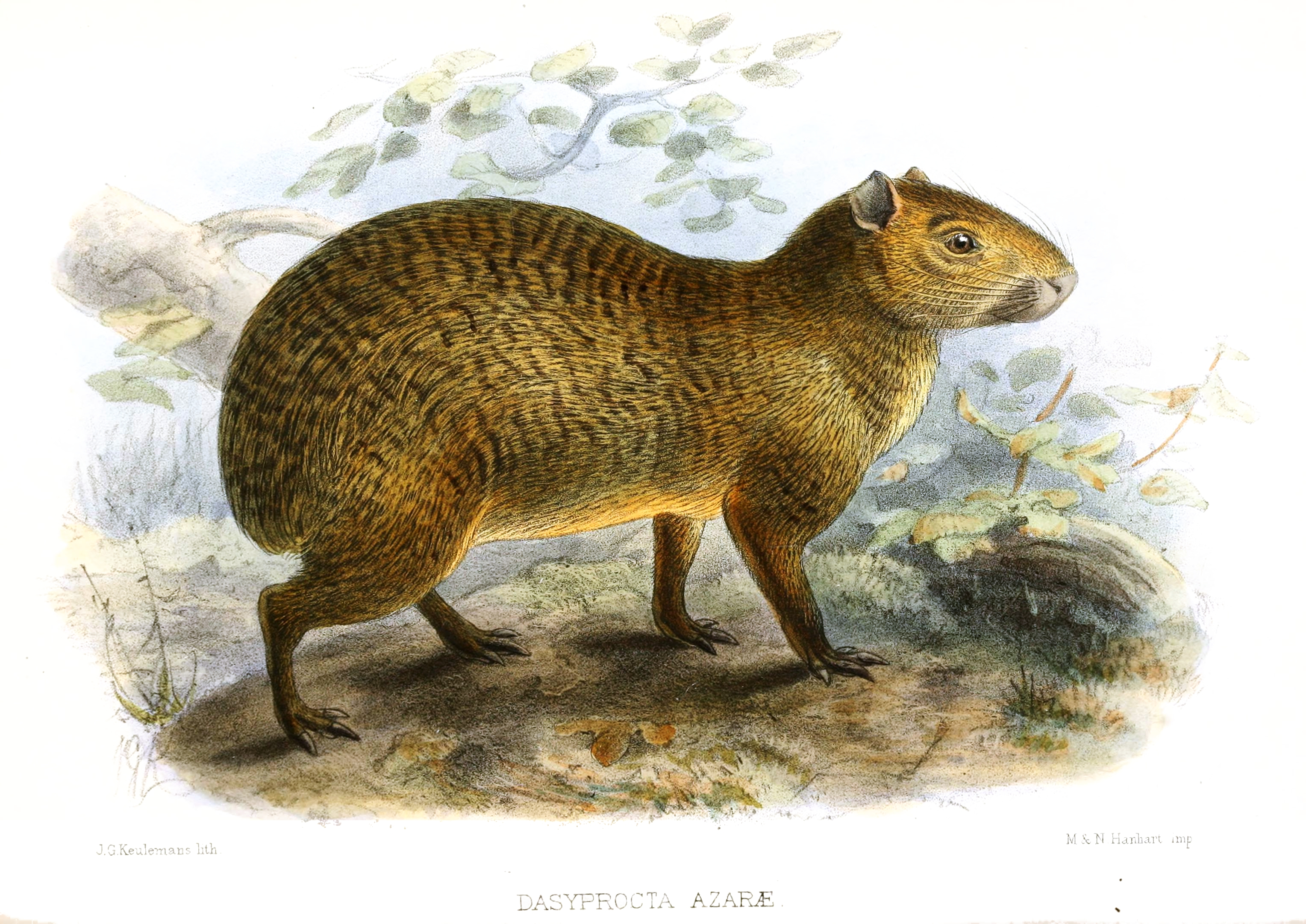

아자라아구티(Dasyprocta azarae)는 아구티과에 속하는 남아메리카 설치류의 일종이다. 브라질과 파라과이 그리고 아르헨티나에서 발견된다. 학명과 통용명은 스페인 박물학자 아자라(Félix de Azara)의 이름에서 유래했다. 정확한 개체수는 알려져 있지 않고, 사냥때문에 일부 지역에서는 지역적으로 멸종 상태를 보인다. 아르헨티나에서 취약종으로 분류되고 있다.